# Pelekium bonianum
Pelekium bonianum là một loài Rêu trong họ Thuidiaceae. Loài này được (Besch.) Touw mô tả khoa học đầu tiên năm 2001.